# Fazaniec
Fazaniec – zabytkowy park w Bytomiu, rozciągający się między Szombierkami, Bobrkiem i Orzegowem, zajmujący 18,1 ha.

## Historia
W połowie XIX w. park wykorzystano na założenie hodowli bażantów. Stało się tak, ponieważ przy wybudowanym z polecenia Karola Goduli neorenesansowym pałacu w Szombierkach nie było na park miejsca. Bażanciarnia funkcjonowała do 1928 roku (stąd nazwa parku, niem. Fasan – bażant).
W 2. połowie XIX wieku hrabia Hans Ulrich Schaffgotsch, mąż spadkobierczyni majątku Goduli Joanny Schaffgotsch, założył tu park prywatny. Dopiero w 1933 roku właścicielem parku stała się gmina.
W 1987 roku Fazaniec został wpisany do rejestru zabytków z numerem 1341/87.
Przez Fazaniec przebiega, wyznaczony w 2000 roku, szlak turystyczny im. Karola Goduli.
W 2008 roku Wojewódzki Fundusz Ochrony Środowiska i Gospodarki Wodnej w Katowicach ogłosił, że Fazaniec jest jednym z trzech bytomskich parków (obok parku miejskiego i Parku Ludowego), któremu przyznano dotacje na odnowę drzewostanów i prac pielęgnacyjnych. Planowano również wycenianą na 5 mln zł rewitalizację parku, obejmującą zieleń oraz elementy tzw. małej infrastruktury, jednak ze względu na brak środków finansowych prace zostaną rozciągnięte na kilka kolejnych lat.
26 lipca 2021 wpis do rejestru zabytków został uzupełniony. Do rejestru pod numerem A/854/2021 wpisano północny fragment Parku Fazaniec w Bytomiu wraz z doprowadzającą aleją topolową, obejmujący działki ewidencyjne nr: 187/32 (w całości), 355/33 (w części), obr. Bobrek, 1736/46 (w całości), 1739/53 (w części), 1740/73 (w części), 1730/66 (w całości), 1734/53 (w całości), 1726/53 (w całości) i 1728/64 (w całości), obr. Szombierki, m. pow. Bytom.

## Topografia

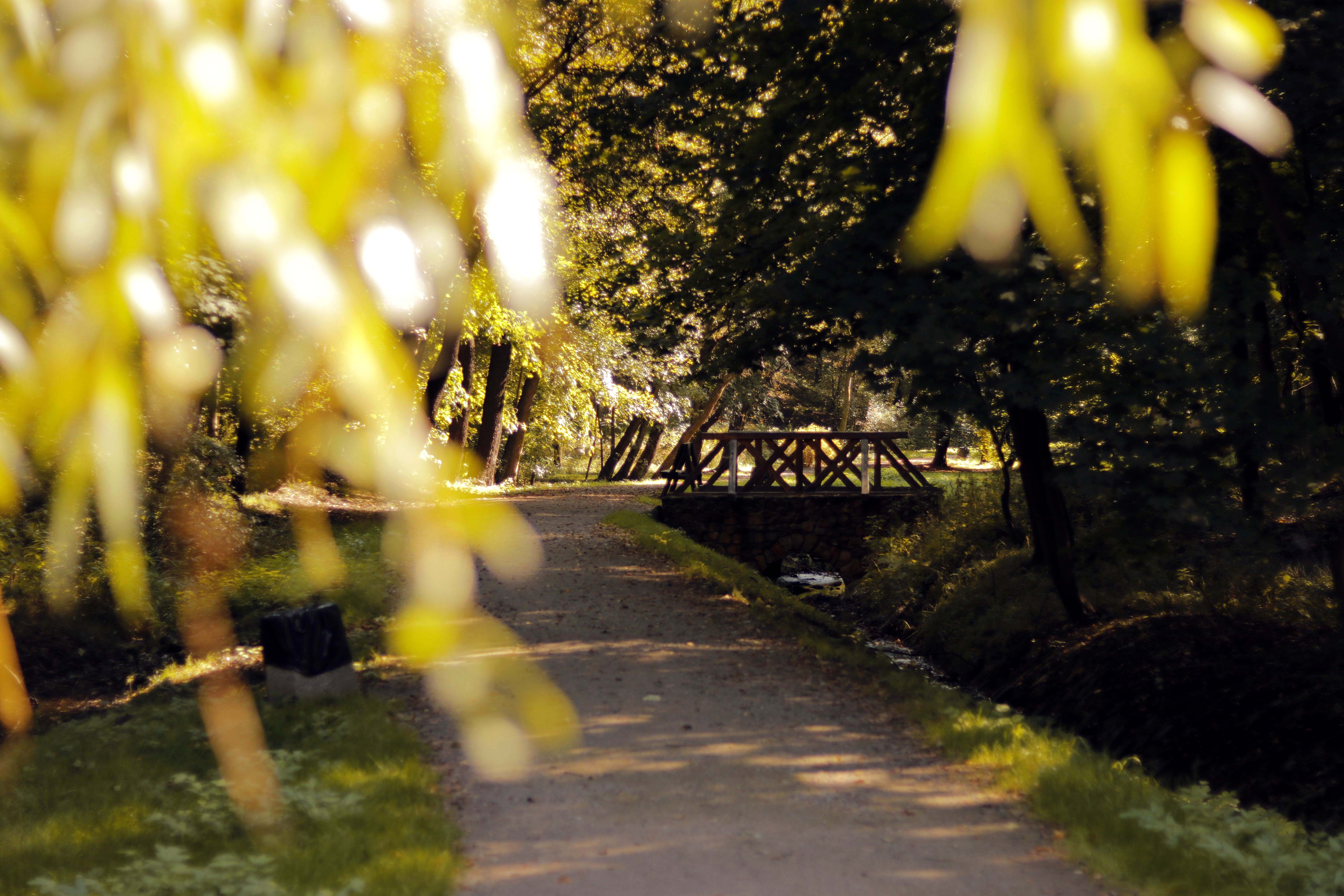
Mostek w parku (2019)

Fazaniec graniczy: od północy z ogródkami działkowymi, od wschodu z osiedlem mieszkaniowym, a od południa i południowego zachodu z nieużytkami porolnymi i polem uprawnym.
Park charakteryzuje się zróżnicowanym ukształtowaniem terenu. Tworzą go dwa wąwozy, ułożone w kształt litery V, na dnie których płyną strumienie zasilające znajdujący się na południu staw. Pomiędzy nimi znajduje się wyniesienie z łąką.

## Flora
Generalnie roślinność wykształciła się na siedlisku grądowym. Park porastają głównie dęby, ale także jawory, lipy, klony zwyczajne, jesiony wyniosłe i graby oraz (w miejscach szczególnie wilgotnych) olchy czarne. Widoczne są także wprowadzone buki, topole oraz robinie akacjowe.